# Borkősav
A borkősav (INN: tartaric acid) (régebben szőlősavnak is hívták) szerves sav, szobahőmérsékleten és atmoszferikus nyomáson fehér kristályokat alkot. A dikarbonsavak közé tartozik, a molekulája emellett két hidroxilcsoportot is tartalmaz. A borostyánkősav dihidroxiszármazékának tekinthető. Savmaradékának neve tartarát (régebben uvát). Sokféle növényben előfordul, különösen a szőlőben és a tamarinduszban (Tamarindus indica), továbbá egyike a borokban megtalálható legfontosabb savaknak. Élelmiszer-adalékanyagként is használják mint savanyúságot szabályozó szert és antioxidánst. Vizes oldata feloldja a vasat és az alumíniumot.
Királis vegyület, három sztereoizomer módosulata létezik. Fontos szerepet játszott a sztereokémia történetében, különösen Louis Pasteur vizsgálatai miatt.
Pasteur észrevette, hogy 28 °C alatt történő átkristályosodáson kétféle kristály alkotja, amik tükörképeik egymásnak. Sikerült szétválasztania a két kristályt, és külön-külön vizsgálni. Rájött hogy az egyik jobbra, mig a másik balra forgatja a polarizált fény síkját. Ezek az R és S enantiomerek. 
A VIII. Magyar Gyógyszerkönyvben Acidum tartaricum    néven hivatalos.  

## Nevének eredete
A borkő (latinul tartar) a boroshordókon és borosdugókon kiváló, főként kálium-hidrogén-tartarát kristályokból álló képződmény. Kr. u. 800 körül ebből izolálták a borkősavat. A szőlősav és az uvát (uva latinul szőlő) elnevezés a legjellegzetesebb tartaráttartalmú növényre utal; ezekből származik a piroszőlősav és a piruvát elnevezés is, utalva a kémiai kapcsolatra.